# Crocomela conscita
Crocomela conscita là một loài bướm đêm thuộc phân họ Arctiinae, họ Erebidae.